# Lisa Marcos
Lisa Marcos (ur. 15 marca 1982 w Toronto) – kanadyjska aktorka telewizyjna i filmowa.

## Życiorys
Urodziła się i wychowała w Toronto.
Karierę w showbiznesie rozpoczęła jako modelka w wieku dwunastu lat; w branży modelingu obracała się przez dziesięć kolejnych lat, a jej zdjęcia były wykorzystywane w piśmie Vogue. Zajęła się aktorstwem. Wkrótce po zdobyciu managera, w 2002 wystąpiła gościnnie w odcinku serialu Soul Food pt. „Stranger Than Fiction” jako Bianca. Kontynuowała pracę dla telewizji, pojawiając się w popularnych serialach, w tym w CSI: Kryminalnych zagadkach Miami (CSI: Miami, 2003-2003), Pokoleniu mutantów (Mutant X, 2002) czy Sue Thomas: Słyszących oczach FBI (Sue Thomas: F.B.Eye, 2003). W roku 2004 zagrała postać Evelyn Cruz w sześciu odcinkach seryjnego dramatu prawniczego Kevin Hill UPN-u. W latach 2007–2008 grała w sitcomie Global Television Network 'Da Kink in My Hair. Występowała następnie gościnnie w kryminalnym serialu stacji CBS Punkt krytyczny (Flashpoint, 2008) nim została obsadzona jako detektyw Charlie Marks w serialu fantasy The Listener: Słyszący myśli (The Listener, 2009) CTV.
Grywa w produkcjach kinowych. W komediodramacie Z pamiętnika wściekłej żony (Diary of a Mad Black Woman, 2005) wcieliła się w Brendę, matkę dwóch dzieci. Przy boku Jaime King, Rebekki De Mornay i Franka Grillo wystąpiła w thrillerze Mother’s Day (2010) w reżyserii Darrena Lynna Bousmana; odegrała jedną z zakładniczek rodziny bandytów.